# Astra (ракета)
Astra (хинди अस्त्र - «оружие») — индийская ракета класса «воздух-воздух» средней дальности. 
Это первая ракета класса «воздух-воздух», разработанная Индией. Разработчик ракеты — Организация оборонных исследований.
Ракета предназначена для поражения целей на различной дальности и высотах, что позволяет поражать цели на расстоянии 10 км, так и на расстоянии 110—160 км. Разработчик утверждает, что: ""Астра" может поражать даже высокоманевренные цели, которые движутся на сверхзвуковой скорости." 
Ракета была интегрирована с самолётами Су-30МКИ ВВС Индии, а в будущем будет интегрирован с МиГ-29, Dassault Mirage 2000, HAL Tejas. 
Ограниченное серийное производство ракет Astra началось в 2017 году.
Ракета имеет инерциальную и активную радиолокационную систему наведения, 
осколочно-фугасную боевую часть с массой 15 кг. 
Ракетный двигатель твердотопливный. Планируется оснастить ракету прямоточным воздушно-реактивным двигателем.

## Разработка
К 1990 году были написаны предварительные технико-экономического обоснования будущей ракеты. В 1998 году на Aero India было объявлено о Astra. Ракеты была описана как удлиненная версия Matra Super 530D с меньшим диаметром перед крыльями. В 2004 году началась официальная разработка Astra. Руководить проектом должна была оборонная научно-исследовательская и опытно-конструкторская лаборатория при содействии Hindustan Aeronautics Limited и Electronics Corporation of India Limited. На проект было выделено эквивалент 27 миллиардов крор или 380 миллионов долларов США в 2019 году)
В 2006 году, из-за проблем с управлением и недостатков производительности на большой высоте, ракета была переработана. Первоначальная конструкция из четырёх крестообразных короткопролётных длиннохордных крыльев была заменена обрезанными дельтовидными крыльями, расположенными рядом с носом. Модернизированная ракета имела усовершенствованную двигательную установку и впервые была испытана в 2008 году.
В 2013 году ракета была вновь переработана из-за многочисленных проблем, вызванные неблагоприятным взаимодействием между поверхностями управления полетом. Также были переделаны системы управления, наведения и двигательные установки. После второй переделки ракета стала легче первоначальной версии примерно на 130 кг.
В декабре 2012 года ракеты была испытана с земли трижды, а в апреле 2013 года состоялись испытания на Су-30МКИ. В сентябре 2017 года завершились последние испытании. 
Astra была допущена к производству на производственном объекте Bharat Dynamics Limited в Бхануре (штат Телингана). Первый заказ состоял из 50 ракет.

## Испытания и использование в боевых действиях
Индия неоднократно проводила испытания ракеты. Один из успешных запусков был осуществлён на полигоне Чандипур (штат Орисса). Однако для использования этих ракет класса «воздух-воздух» в вооруженных силах Индии необходимы повторные испытания.

### Будущее развитие
На будущее запланировано три новых варианта:
- Astra IR — ракета ближнего боя с головкой инфракрасного самонаведения для меньшей дальности полета до 40 км.
- Астра МК.2 — ракета с дальностью действия 160 км и большим огибающим захватом[прояснить],  эквивалентной AIM-120 D. В качестве двигателя рассматриваются: жидкостный прямоточный воздушно-реактивный двигатель, твердотопливный прямоточный воздушно-реактивный двигатель и двухимпульсный твердотопливный ракетный двигатель.
- Астра МК.3  - ракета разработанная с технологией твердотопливного прямоточного реактивного двигателя (СФДР) с максимальной дальностью полета 340 км, эквивалентна ракете "Метеор".

## Тактико-технические характеристики

### Astra Mk.1
- Длина: 357 см
- Размах крыла: 640 мм
- Масса: 154 кг
- Масса БЧ: 15 кг
- Скорость: М=4,7
- Дальность пуска максимальная, км: до 110 
  - Дальность пуска ракеты, км:
- - в переднюю полусферу цели: 80
- - в заднюю полусферу (вдогон): 15 км.